# Gestão da atenção

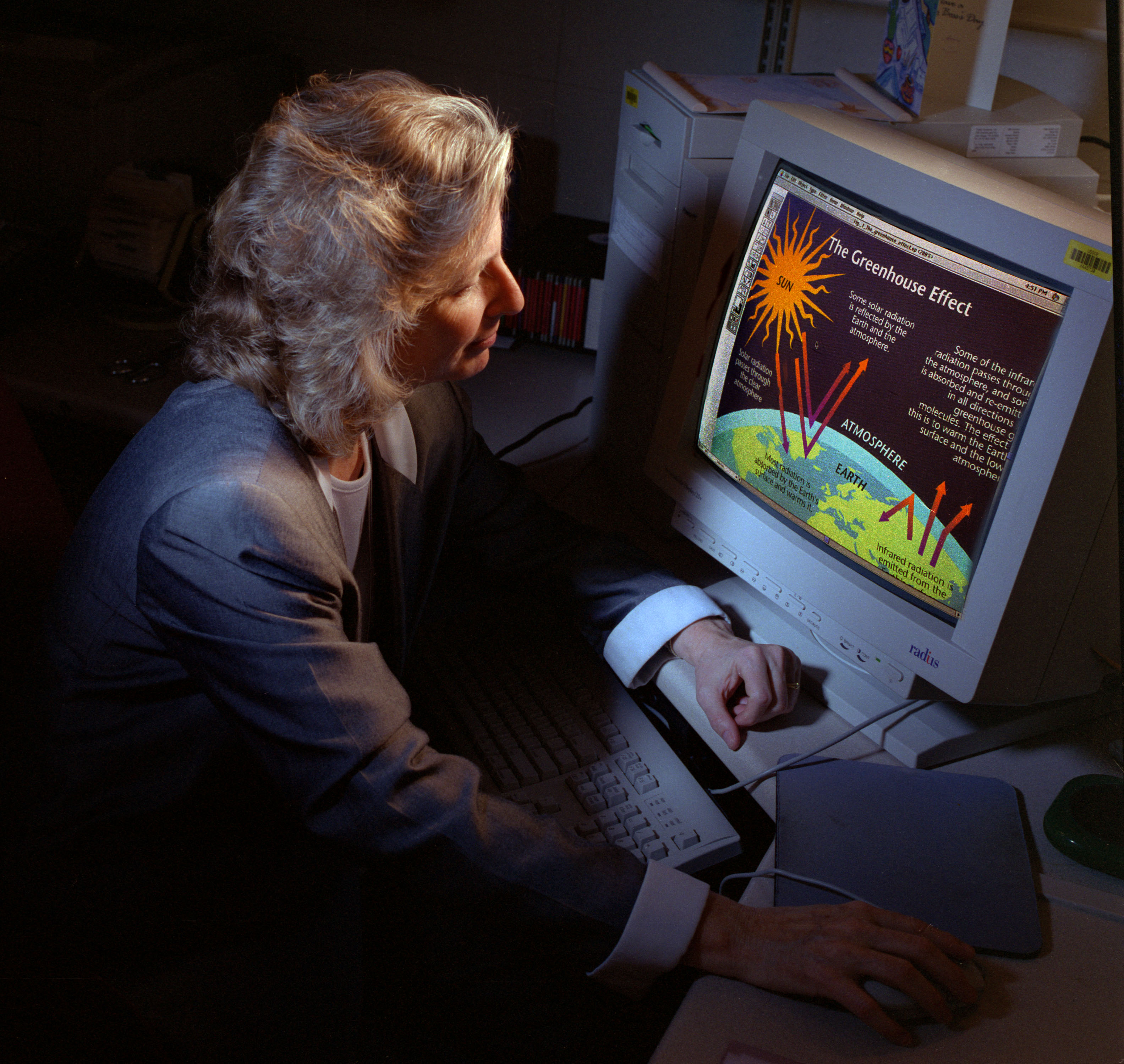
A atenção de uma pessoa voltada para o ecrã do computador.

A gestão da atenção refere-se a modelos e ferramentas para apoiar a gestão da atenção a nível individual ou coletivo (cf. economia da atenção), e a curto prazo (quase em tempo real) ou a longo prazo (durante períodos de semanas ou meses).
A capacidade de controlar distrações e manter o foco é essencial para produzir resultados de maior qualidade. Uma investigação conduzida por Stanford mostra que single-tasking é mais eficaz e produtivo do que o multi-tasking. Diferentes estudos foram realizados sobre o uso da Tecnologia da Informação e Comunicação (TIC) para apoiar a atenção e, em particular, modelos foram elaborados para apoiar a atenção.

## Contexto
A escassez de atenção é o pressuposto subjacente à gestão da atenção; o investigador Herbert A. Simon destacou que quando há uma vasta disponibilidade de informações, a atenção torna-se o recurso mais escasso, pois o ser humano não consegue digerir todas as informações.
Fundamentalmente, a atenção é limitada pelo poder de processamento do cérebro. Aplicando a teoria da informação, estimativas do psicólogo húngaro-americano Mihaly Csikszentmihalyi e do engenheiro Robert Lucky esperam que a capacidade de processamento da mente consciente humana seja em torno de 120 bits por segundo; ouvir uma pessoa falar requer cerca de 60 bits de processamento por segundo; isso implica que mal se consegue compreender duas pessoas a falar ao mesmo tempo. De acordo com o fisiologista alemão Manfred Zimmermann, o sistema sensorial humano pode captar informações a uma taxa muito maior: ele estima uma capacidade de canal de 10 milhões de bits/s apenas para os olhos, 1 milhão de bits/s para a pele e 100.000 bits/s. s para o canal auditivo, enquanto que a perceção consciente pode cobrir apenas uma pequena fração disso. Consequentemente, o cérebro precisa de empregar filtros mentais para determinar as informações mais importantes que precisam de ser processadas. A maioria destes processos de filtragem acontecem automaticamente e além da perceção consciente. As limitações das capacidades de atenção são reveladas em muitos contextos, por exemplo, quando se fala ao telefone enquanto se conduz. Está comprovado que a alternância de alta frequência resultante entre o processamento de informações visuais e auditivas restringe o reconhecimento de informações importantes; as reações dos motoristas aos carros que travam à sua frente são afetadas, assim como a lembrança dos outdoors nas estradas.
A atenção também é limitada pelos recursos disponíveis aos neurónios do cérebro que permitem aos humanos manter o foco, pois toda informação processada contribui para a fadiga mental. As estimativas sugerem que a entrada diária de informações de um americano em 2011 foi cinco vezes maior do que em 1986. Portanto, segundo Maura Thomas, a gestão da atenção é a habilidade mais importante para o século XXI. Com a revolução digital e o advento da internet e dos dispositivos de comunicação, a gestão do tempo já não é suficiente para garantir uma boa qualidade de trabalho. Alocar tempo para realizar uma atividade não significa que ela receberá atenção caso ocorram interrupções e distrações constantes. Portanto, as pessoas deveriam parar de se preocupar com a gestão do tempo e focar na gestão da atenção.
Além das implicações no trabalho e na produtividade, a gestão da atenção também pode ser aplicada a outras áreas, como a felicidade. O cientista comportamental britânico Paul Dolan identifica a alocação de atenção como um componente chave para melhorar o bem-estar pessoal. Os acontecimentos da vida só afetam o indivíduo na medida em que ele ou ela os atende; as doenças são percebidas como piores se forem mais salientes e exporem repetidamente uma pessoa a novos estímulos negativos. Consequentemente, gerir a atenção e focar nas coisas que deixam o indivíduo feliz é uma das abordagens de Dolan para uma maior felicidade.

## Problemas de atenção
Apoiando a gestão da atenção o objetivo é trazer um certo número de soluções para os problemas de atenção. Uma seleção destes problemas é:
- limitações cognitivas da perceção das pessoas - como a capacidade limitada da memória humana de curto prazo (um número médio de 4 itens[15] pode ser gerido num determinado momento), ou o limite cognitivo teórico para o número de pessoas com quem se pode manter relações sociais estáveis (número de Dunbar de 150).
- sobrecarga de informação - O processo de absorver demasiada informação de forma a inibir a tomada de decisões.
- sobrecarga de interação social - (que pode, por exemplo, originar-se de serviços de redes sociais online, dos quais as pessoas recebem muitas solicitações)
- interrupção - Isto prejudica significativamente a atenção. De acordo com Tabboush, as pessoas que são interrompidas ou distraídas pela dor crónica apresentam desempenho significativamente pior nas tarefas de atenção.[16]
- multitasking [17] - O multitasking é um assunto muito importante que merece atenção e parece haver evidências conflituantes em ambos os lados do argumento. Estes argumentos vão e voltam porque há muitas variáveis envolvidas no multitasking. Em alguns casos, realizar duas atividades ao mesmo tempo, como caminhar e respirar, é natural, e se alguém tiver prática na execução de várias tarefas simultaneamente, o multitasking também aumentaria a produtividade. No entanto, uma meta-análise foi realizada por Caid, Johnston, Willness, Asbridge e Steel, indicando que enviar mensagens de texto multitasking e conduzir resulta em menor atenção.[18]
- resíduo de atenção (mudança de contexto) – Um indivíduo precisa de abandonar completamente uma tarefa para se concentrar totalmente numa tarefa secundária. No entanto, os humanos experienciam dificuldades em alternar e mover a sua atenção entre múltiplas atividades[19]

## Aplicações

### Distrair-se da dor
A gestão da atenção pode desempenhar um papel fundamental para ajudar as pessoas a controlar a dor, concentrando a sua atenção noutro lugar enquanto experimentam dor aguda. No entanto, isto deve ser feito estrategicamente, pois o fator mais importante para ser um bom distrator parece ser que a atividade seja envolvente e interessante para o indivíduo. Isto muda caso a caso e deve ser adaptado ao paciente. Por exemplo, se uma pessoa tem dificuldade rotineiramente com a leitura e isso desinteressa-a rotineiramente, dar um livro a essa pessoa não seria uma boa distração para quando ela estiver a sofrer de dor. De acordo com um estudo realizado por Jameson, Trevena e Swain, os participantes que foram submetidos à dor ao submergir uma das mãos em água gelada foram capazes de lidar com a dor por mais tempo, relataram menos dor e menos ansiedade quando estavam a jogar videojogos do que se estivessem a ver televisão ou não fazendo nada. Este estudo ajuda a afirmar que participar em algo envolvente e interessante ajudará a desviar a atenção de um estímulo doloroso ou desconfortável.

### Treino de atenção plena
O treino da atenção plena pode ser útil na gestão da atenção. Tornou-se famoso na década de 1970 pela redução do stresse baseada na atenção plena do professor Jon Kabat-Zinn. A redução do stresse baseada na atenção plena é um programa intenso de treino para ajudar os alunos a compreender e regular emoções e padrões de comportamento. Este tipo de treino é útil para que as pessoas tenham mais consciência do que estão a focar. De acordo com um estudo realizado por Jensen, Vangkilde, Frokjaer e Hasselbalch, o treino da atenção plena é muito mais eficaz na redução do stresse do que o treino da não atenção plena, ou seja, o treinamento de relaxamento. O estudo também descobriu que aqueles que participaram no treino de atenção plena tenderam a ter melhor desempenho em tarefas de atenção. Assim, o treino de atenção plena pode ter um efeito positivo na gestão da atenção.

## Estratégias
Ferramentas que podem ser projetadas para apoiar a atenção:
- no nível organizacional, apoiando os processos organizacionais.[23]
- no nível coletivo
- a nível individual, por exemplo, utilizando interfaces de utilizador atentas.[24][25][26]
- a nível individual, ajudando as pessoas a avaliar e analisar as suas práticas relacionadas com a atenção (por exemplo, com a ferramenta AttentionScape[27]).

Estas ferramentas são frequentemente hipermídia adaptativa e muitas vezes dependem do perfil do utilizador para determinar como melhor apoiar a atenção das pessoas.
A investigação distingue entre reações autónomas a estímulos sensoriais (orientadas por estímulos) e direção deliberada da atenção (orientada por objetivos). Da mesma forma, a gestão da atenção pode concentrar-se na alteração de fatores externos e internos.

### Fatores externos
As estratégias de gestão da atenção geralmente incluem a minimização das interrupções, pois diversas evidências sugerem que a eliminação das distrações aumenta a produtividade. Por exemplo, uma série de estudos demonstrou que a produtividade no local de trabalho é geralmente mais elevada em dias de mau tempo devido à ausência de pensamentos perturbadores sobre atividades ao ar livre vividas com bom tempo. A atenção desviada pode resultar em redução de desempenho e stresse; investigações mostraram que a interrupção pode causar maior tempo de conclusão, duplicar a taxa de erros de tarefas e também aumentar o incómodo do indivíduo. Também está comprovado que as interrupções contribuem para aumentar a ansiedade.
As notificações de dispositivos eletrónicos são alguns dos estímulos externos mais comuns que causam distração e estudos indicam que a pressão social frequentemente leva ao tratamento imediato destas interrupções. Assim, a gestão da atenção é considerado um campo de importância crescente na computação ubíqua e no design de aplicações. Os sistemas digitais de gestão de atenção que utilizam aprendizagem de máquina reconhecem fases em que as interrupções são contraproducentes para o utilizador e atrasam as notificações.
Além de utilizar sistemas digitais, as estratégias que minimizam interrupções e informações irrelevantes também podem incorporar recursos humanos na forma de secretárias, consultores e outros trabalhadores auxiliares; esta é uma prática comum observável nos níveis executivos mais elevados das empresas e na política.

### Fatores internos
Um objetivo da gestão da atenção é atingir o nível mais alto de atenção e foco desobstruídos, num estado amplamente conhecido como fluxo. O termo, cunhado por Mihaly Csikszentmihalyi, descreve um estado de envolvimento total numa tarefa, essencialmente um nível de absorção onde o indivíduo se esquece de tudo, menos da atividade atual, até mesmo da sua própria existência; toda a capacidade de processamento consciente é dedicada à tarefa. A característica desse estado é a motivação intrínseca subjacente; manter o foco aparentemente não requer nenhuma energia adicional e a pessoa sente motivação para prosseguir a atividade puramente pelo bem da atividade em si.
Da mesma forma, o psicólogo Adam Grant vê a indução da motivação como parte integrante da gestão da atenção. Aos seus olhos, o foco nas informações essenciais pode ser apoiado pela descoberta da motivação subjacente e pela descoberta do fascínio e do significado da tarefa em questão.